# یواس‌اس گوادال‌کانال (ال‌پی‌اچ-۷)
یواس‌اس گوادال‌کانال (ال‌پی‌اچ-۷) (به انگلیسی: USS Guadalcanal (LPH-7)) یک کشتی بود که طول آن ۶۰۲٫۳ فوت (۱۸۳٫۶ متر) بود. این کشتی در سال ۱۹۶۳ ساخته شد.